# Neujmin (cratera)

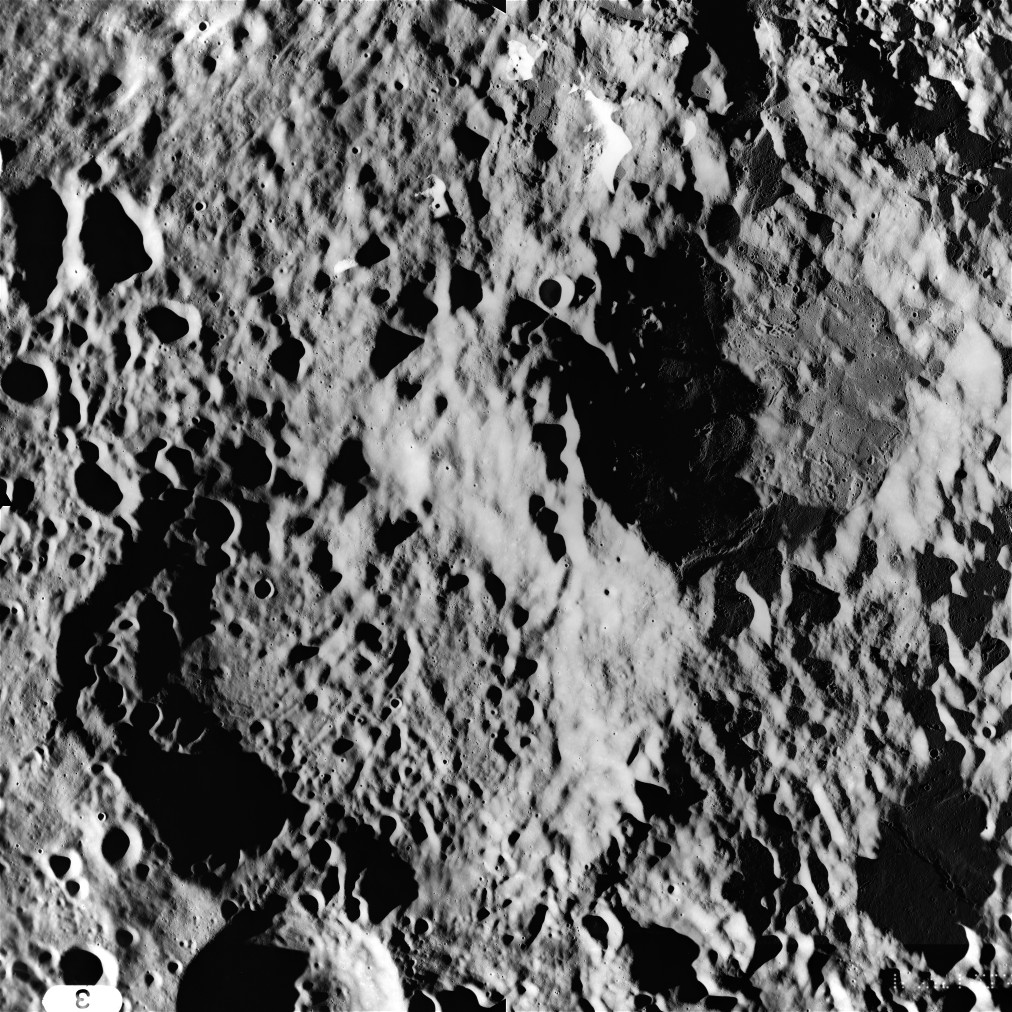
Neujmin (canto inferior esquerdo). foto da NASA.

Neujmin é uma cratera lunar. É quase anexada ao oeste-sudoeste da cratera menor Waterman, e está situada a sudoeste da proeminente Tsiolkovskiy. Esta cratera lunar foi nomeada em homenagem ao astrônomo russo/soviético Grigory Nikolaevich Neujmin.